# Porella subsquarrosa
Porella subsquarrosa là một loài rêu tản trong họ Porellaceae. Loài này được (Nees & Mont.) Trevis. miêu tả khoa học lần đầu tiên năm 1877.